# イヌミミバーサク
『イヌミミバーサク』は、2008年9月26日に千世より発売された18禁のパソコンゲーム（アダルトゲーム）ソフトである。

## あらすじ
ある日、主人公錘木裏人（つむぎ りひと）の義妹・錘木ゆうろの頭に犬耳が生えてしまった。なんとか一日乗り切った兄妹だったが、自宅が崩壊したうえ、謎の女に襲われた。絶体絶命の二人を救ったのは、ゆうろの同級生である纏山はずみだった。
犬耳現象が起きたのは、ゆうろたちだけではなかった。しかも犬耳娘たちは、武器を手に取り互いに対決する運命にあったのだ。

## 登場人物
錘木 裏人（つむぎ りひと）
主人公。家では家事をこなしている。
錘木 ゆうろ（つむぎ ゆうろ）
声 - 咲ゆたか
裏人の義妹で、いわゆるシスコン。戦闘時の武器は剣。
纏山 はずみ（まとやま はずみ）
声 - 未来羽
ゆうろのクラスのクラス委員長。髪を二つに分けて団子状にした髪型が特徴。
しっかりしているようでそそっかしい性格の持ち主。裏人に対しては反抗的な態度をとっている。
尖堂 近衛（せんどう このえ）
声 - 青川ナガレ
ある教会のシスター。ある秘密を抱えており、犬耳騒動の情報収集のため、裏人に近づいている。
武器は槍。
尖堂 えいる（せんどう えいる）
声 - 青空ちはる
近衛の教会で育てられた少女。長髪と、だぶだぶの袖の服が特徴。
近衛を姉と慕うが、実際は血のつながりはない。見た目に反して幼く人見知りだが、裏人にはなついている。
祠島 アヤメ（しじま アヤメ）
声 - 成瀬未亜
学園の生徒会長にして理事長代理、そして名家・祠島家次期当主である令嬢。纏山はずみとは遠縁の関係にあり、お姉さまと慕われている。
祠島 タタラ（しじま タタラ）
声 - 苺野あいす
学園で隠居する少女。自称・アヤメの曾祖父の妹。戦闘時の武器は扇。
箍谷 芙柘（たがや ふつ）
声 - あえか
裏人と同学年の少女。危険なほど素直な性格である。戦闘時の武器は斧。
箍谷 莉玖（たがや りく）
声 - 和葉
芙柘の双子の妹だが、姉とは別の学校に通っている。戦闘時の武器は刀。
乃籐 七緒（ないとう ななお）
声 - 春日りか

埜比 郁葉（のび いくは）
声 - 河原野ほたる

稀井 なごみ（まれい なごみ）
声 - 河原野ほたる

絹田 ほとり（きぬた ほとり）
声 - 春日りか

本織 典名（もとおり のりな）
声 - 春日りか

弓出 左（ゆんで ひだり）
声 - 河原野ほたる

小鞍 杏子（おぐら あんこ）
声 - 青空ちはる

片井 まどか（ひらい まどか）
声 - 青空ちはる

湖川 さん（こがわ さん）
声 - 河原野ほたる

## スタッフ
- 原画:浮月たく
- キャラデザイン:鳥取砂丘（SDキャラ）
- シナリオ:イ也